# 야빈
야빈(Yavin)은 스타워즈의 행성이다.

## 야빈 전투
야빈 전투(Battle of Yavin)는 영화 스타워즈 에피소드4 - 새로운 희망에서 등장한 전투이다.
반란 연합과 은하 제국 사이의 전투로 첫 번째 데스스타가 파괴된 전투이기도 하다. 로그 원 특공대에 의해 확보된 데스스타의 설계도를 통해 갈렌 어소가 만들어놓은 약점을 찾은 반란 연합은 데스스타의 배기구를 공략한다. 방공 능력이 취약했던 데스스타의 터보레이저 포대는 크기가 작은 X-윙과 Y-윙을 맞추지 못하고, 이에 타이 파이터 편대가 반란 연합의 스타파이터들을 공격한다. 몇몇 편대원들이 뒤처지자 베이더는 직접 자신의 타이 파이터와 요기들로 반란 연합의 스타파이터들을 격추시킨다. 이전 두차례의 공략에서 편대원들을 모두 잃고 루크 스카이워커가 이끄는 레드 전대가 공략을 시도하는데, 레드 2 웨지 안틸레스와 레드 3 빅스 다크라이터는 격추당하거나 이탈하고, 루크는 목표물을 향해 다가가고 있던 상황에서 다스 베이더의 타이 파이터 편대가 등장해 루크를 노린다. 베이더가 루크를 격추시키려던 찰나 떠난 줄 알았던 한 솔로와 츄바카의 밀레니엄 팔콘호가 등장한다. 팔콘호의 기습에 베이더의 편대는 튕겨나가고, 루크는 포스를 느끼며 양자 어뢰를 발사한다. 이 어뢰는 배기구에 명중하여 데스스타는 연쇄 폭발로 사라진다.

## 같이 보기
- 스타워즈의 행성 목록